# 加姆利茨
加姆利茨是奥地利施蒂利亚州莱布尼茨县的一个市镇。总面积34.51平方公里，总人口3084人，人口密度89.4人/平方公里（2005年）。